# John Henry Pope
Pour les articles homonymes, voir John Pope (homonymie) et Pope (homonymie).
John Henry Pope (19 décembre 1819 - 1er avril 1889) est un entrepreneur et homme politique canadien.

## Biographie

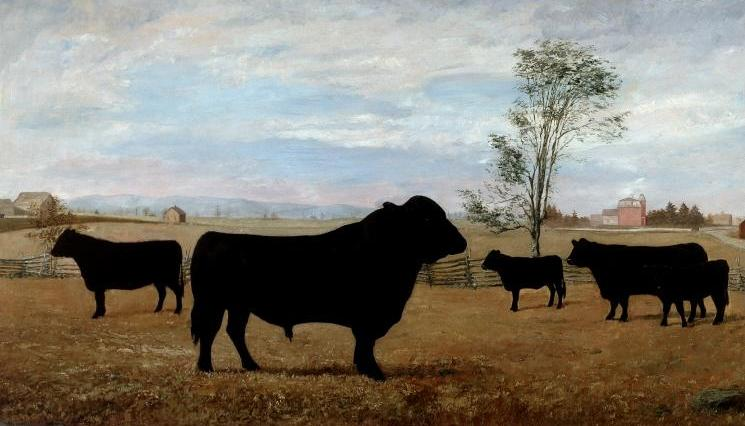
Le troupeau d'Aberdeen Angus appartenant à l'Honorable J.H. Pope, membre du Parlement, Cookshire, Québec

John Henry Pope est né dans le canton d'Eaton, au Québec, le 19 décembre 1819. Il y grandit et y fit ses études. Ambitieux, il se consacra tout d'abord à faire de la ferme de son père l'une des meilleures du comté. Mais, à la suite de la rébellion de 1837-1838, son implication dans le milice d'Eaton va l'amener à s'intéresser à la politique locale. C'est ainsi qu'au cours des années 1840, il devint représentant du canton d'Eaton au sein du conseil de comté de Sherbrooke. Antiaméricain convaincu, il s'opposa activement au mouvement annexionniste qui se manifesta dans les townships à partir de 1849. 
Candidat défait dans Sherbrooke en 1851 et 1853, ainsi que dans le nouveau comté de Compton en 1854, il y est finalement élu sans opposition en 1858. Constamment réélu par la suite, il sera élu député conservateur à la Chambre des communes en 1867. Ministre de l'Agriculture dans le gouvernement Macdonald de 1871 à 1873 et de 1878 à 1885, il fut également ministre des Chemins de fer et des Canaux de 1884 à 1889. 

## Homme d'affaires

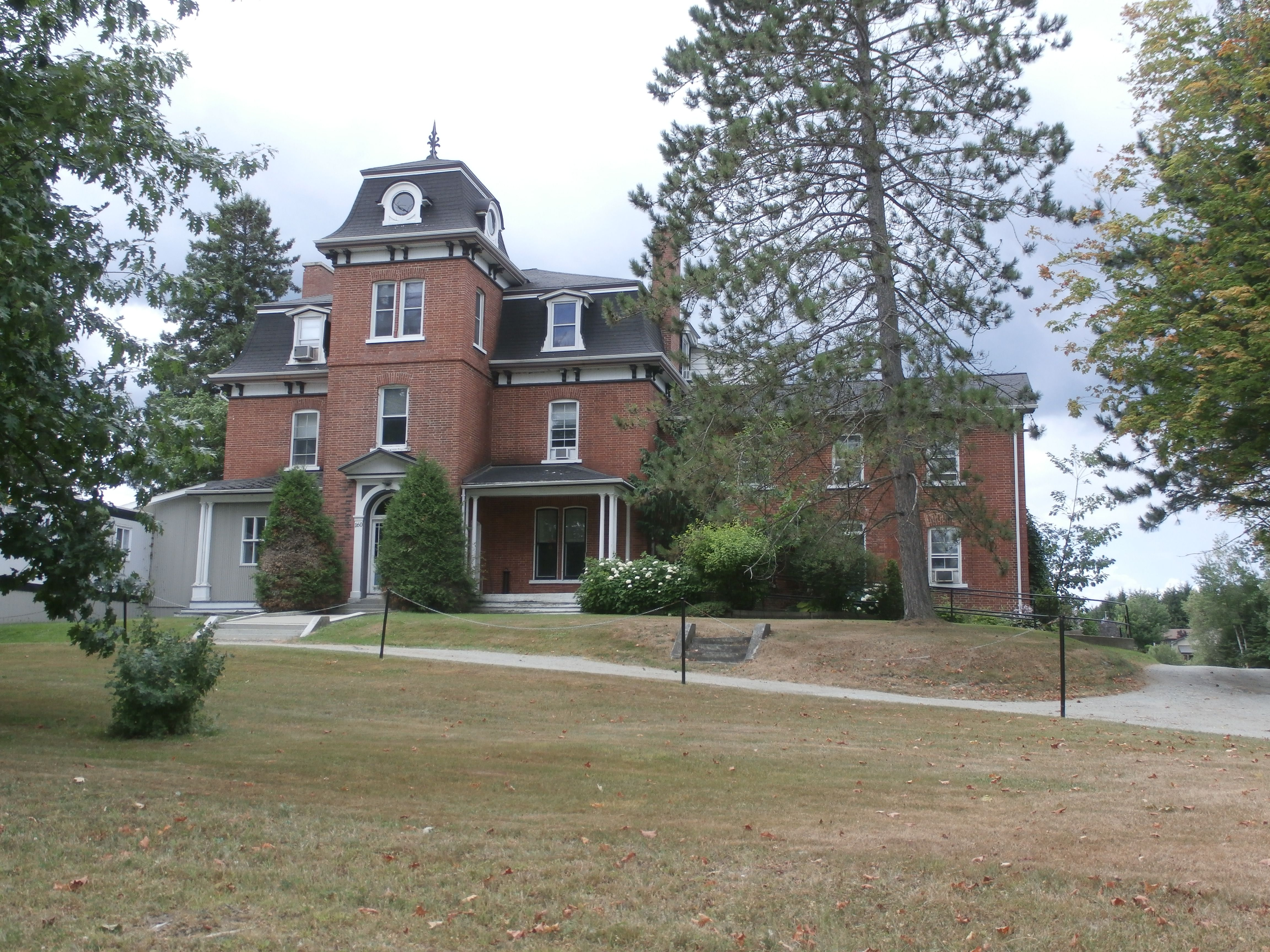
Maison Pope, Route 108 Cookshire, construite en 1880.

Son implication politique ne l'empêcha pas de s'intéresser de près au monde des affaires, car dans une région en plein développement comme les Cantons de l'Est, les occasions d'investir étaient nombreuses à commencer par l'exploitation forestière et le développement du chemin de fer. Son fils Rufus Henry Pope et son gendre, William Bullock Ives furent également très actifs en politique et en affaire. Associé à Cyrus S. Clarke, de Portland dans le Maine, il devint propriétaire de la Brompton Mills Lumber Company, une vaste scierie située à Bromptonville. 
Il fut également l'un des principaux promoteur du chemin de fer international de Saint-François et Mégantic qui permit le développement ferroviaire du comté de Compton et qui fut vendue au Canadien Pacifique en 1887. En plus de son implication active dans le développement et la colonisation de la région de Mégantic, Pope fut cofondateur de la Eastern Townships Bank, de la manufacture Paton de Sherbrooke et administrateur de la Compagnie des pouvoirs d'eau et de la Sherbrooke Gas and Water. Il s'intéressa également à l'exploitation minière.
Décédé à Ottawa, le 1er avril 1889 à l'âge de 69 ans, il fut inhumé au cimetière anglican de Cookshire.